# Thánh Walpurga
Thánh Walpurga hoặc Walburga (710 sau Công nguyên  –    25 tháng 2 năm 777 hoặc 779) là một nhà truyền giáo Anglo-Saxon cho Đế quốc Frankish. Bà được phong thánh vào ngày 1 tháng 5 năm 870 bởi Giáo hoàng Adrian II. Đêm Thánh Walpurgis (hay "Sankt Walpurgisnacht") là tên của đêm trước ngày lễ tưởng niệm bà, trùng với ngày Lễ Lao động 1 tháng Năm.

## Thời thơ ấu
Walpurga sinh ra ở hạt Devon, Anh, trong một gia đình quý tộc địa phương. Bà là con gái của Thánh Richard Người Hành hương, một nhà cai trị West Saxon và Thánh Wuna của Wessex, và có hai anh em, Thánh Willibald và Thánh Winibald.

## Sự nghiệp tôn giáo

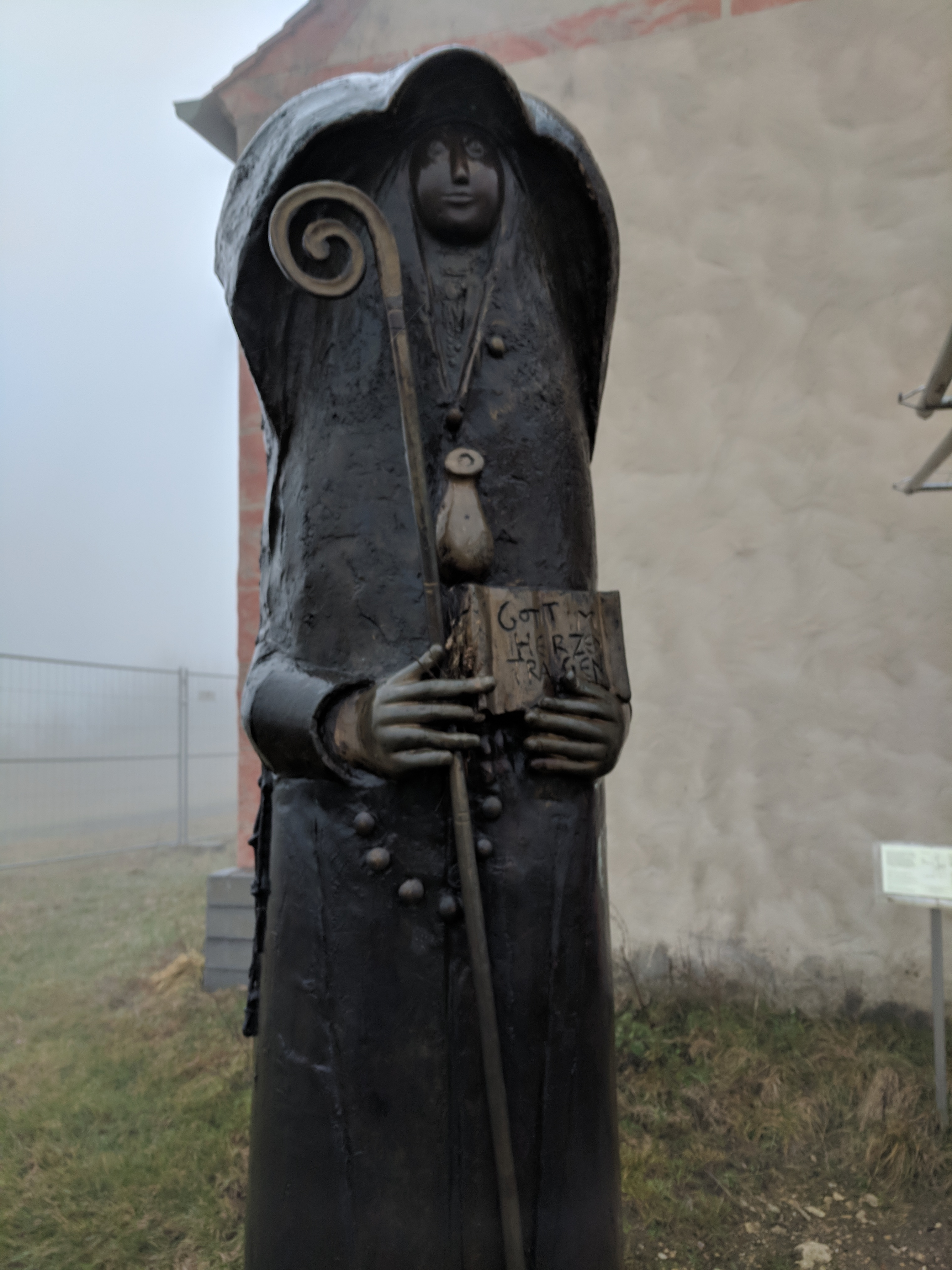
Tượng Walburgis tại nhà nguyện Walburgis Kapelle tại Kirchehrenbach, Đức

Năm 721 Richard lên đường hành hương đến Rome cùng hai con trai. Trước khi đi, ông giao Walpurga, khi đó 11 tuổi, cho nữ tu viện trưởng của tu viện đôi tại Tu viện Wimborne ở Dorset. Bà ở đó được một năm, khi bà nhận được tin rằng cha bà đã chết tại Lucca. Sau khi nhìn thấy cha mình được chôn cất trong Vương cung thánh đường San Frediano, 2 anh của bà hoàn thành cuộc hành hương đến Rome, nơi cả hai đều bị bệnh nặng. (Hyolturg, người viết Vita S. Willibaldi, nói rằng họ mắc phải Cái chết đen; Francis Mershman đoán là bệnh sốt rét).
Sau khi hồi phục, Winibald, không có thể trạng đặc biệt mạnh mẽ lắm, ở lại Rome để theo đuổi các nghiên cứu tiếp theo, trong khi Willibald lên đường đến Thánh địa. Sau khoảng bảy năm du hành, Willibald trở về Ý và trở thành một thầy tu tại Monte Cassino. Vào năm 730, Winibald trở về Anh và triệu tập một người em thứ ba và một vài người trong số những người họ hàng và quen biết của anh ta đi cùng anh ta trong hành trình trở về Rome để bắt đầu một cuộc sống tu sĩ ở đó.
Trong thời gian này Walpurga vẫn ở Wimborne nơi cô được giáo dục; và sau một thời gian trở thành một nữ tu. Các nữ tu của Wimborne có kỹ năng sao chép và trang trí các bản thảo; và rèn luyện Opus Anglicanum, một việc thêu may tinh xảo sử dụng các sợi vàng và bạc trên vải nhung hoặc vải lanh phong phú, thường được trang trí bằng ngọc và ngọc trai. Thêu may kiểu Anh như vậy được đòi hỏi nhiều trên khắp châu Âu. Bà đã trải qua 26 năm làm thành viên của cộng đồng.
Năm 737, dượng của Walpurga (em trai của mẹ cô), Saint Boniface, đã ở Rome và tuyển mộ các cháu trai của ông để hỗ trợ ông trong công việc tôn giáo ở Đức. Winnebald đến Thüringen vào ngày 30 tháng 11 năm 740 và sau khi được phong chức linh mục, được giao phụ trách bảy nhà thờ. Willibald, khi đến Eichstätt, đã được Boniface tấn phong vào ngày 22 tháng 7 năm 741 và bắt đầu công việc truyền giáo trong khu vực.
Walpurga sau đó đi với anh trai, Willibald và Winibald, đến Francia (nay Württemberg và Franken) để hỗ trợ Saint Boniface trong việc  loan báo Tin Mừng cho người Đức vẫn còn ngoại giáo. Vì được đào tạo nghiêm ngặt, cô đã có thể viết vita của anh trai Winibald và một tài khoản bằng tiếng Latin về những chuyến đi của ông anh ở Palestine. Do đó, cô thường được gọi là nữ tác giả đầu tiên của cả Anh và Đức.
Walpurga trở thành một nữ tu trong tu viện đôi Heidenheim am Hahnenkamm, được thành lập bởi Willibald. Ông bổ nhiệm bà làm người kế vị và sau cái chết của ông vào năm 751, Walpurga trở thành nữ tu viện trưởng của tu viện. Sau cái chết của Winibald năm 760, bà cũng kế vị ông ta với tư cách là tổng giám đốc của tu viện Heidenheim.

## Tử vong
Walpurga chết vào ngày 25 tháng 2 năm 777 hoặc 779 (hồ sơ không rõ ràng) và được chôn cất tại Heidenheim; ngày mang tên bà trong lịch nhà thờ Công giáo. Vào những năm 870, hài cốt của Walpurga đã được chuyển đến Eichstätt. Tại Phần Lan, Thụy Điển và Bayern, ngày lễ tưởng niệm bà kỷ niệm ngày chuyển di hài bà vào ngày 1/5.

## Tôn kính

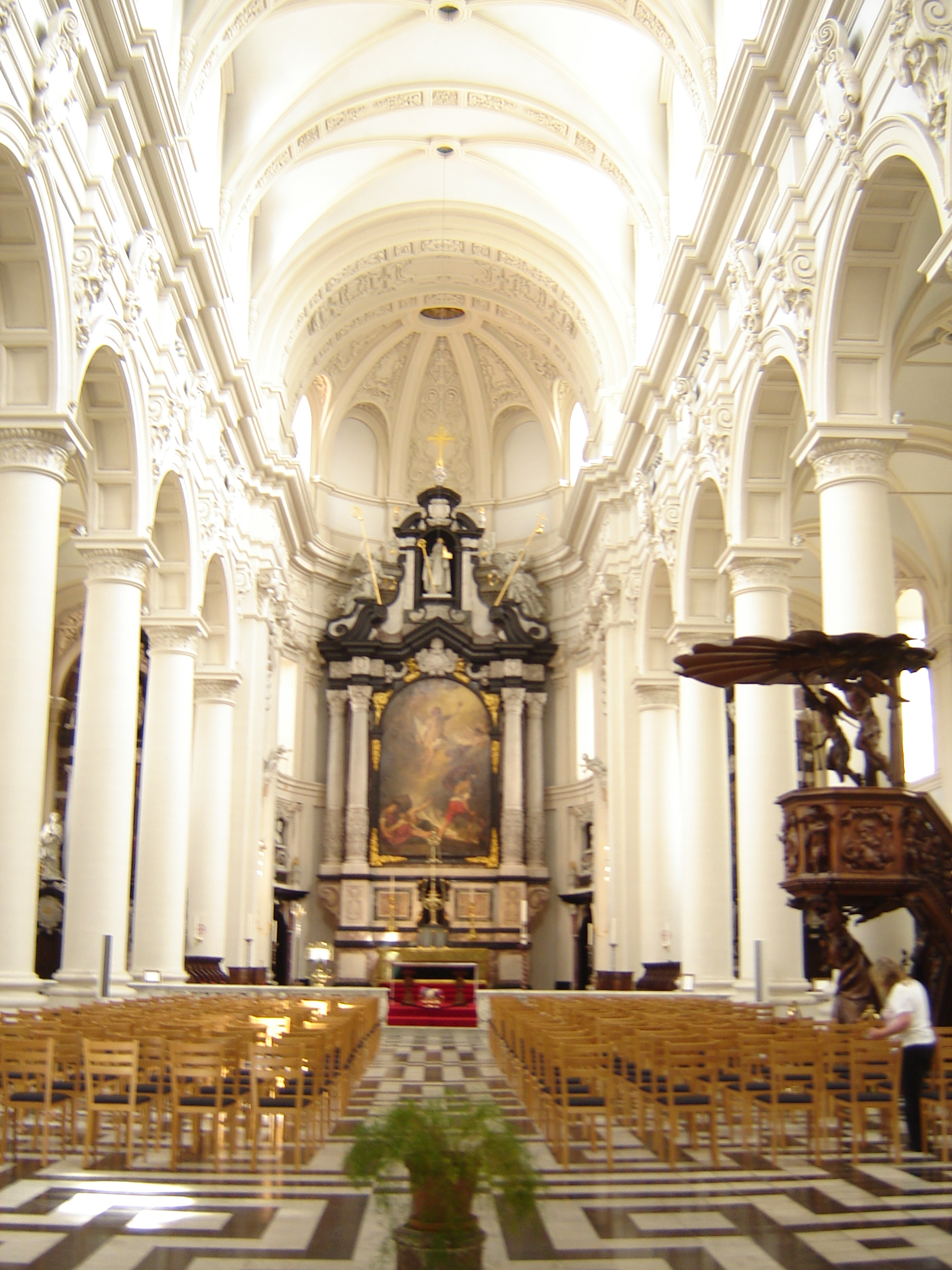
Nhà thờ St. Walburga ở Brugge ban đầu là một nhà thờ Dòng Tên.

Ngày lễ tưởng niệm Walpurga là ngày 25 tháng 2, nhưng ngày phong thánh của bà, ngày 1 tháng 5 (có thể là 870), cũng được tổ chức trong thời trung cổ, đặc biệt là vào thế kỷ thứ 11 dưới thời Anno II, Tổng giám mục của thành phố Köln, vì vậy Đêm Walpurgis là đêm trước của ngày 1 tháng năm, được tổ chức trong văn hóa dân gian ở lục địa châu Âu với khiêu vũ.
Tại Eichstätt, xương cốt của bà được đặt trong một hốc đá, nơi được cho là bắt đầu tiết ra một loại dầu trị liệu kỳ diệu, đã thu hút khách hành hương đến đền thờ của bà.
Hai câu chuyện kỳ diệu đầu tiên của Walpurga là Miracula S. Walburgae Manheimensis viết bởi Wolfhard von Herrieden, có thể truy cập đến 895 hoặc 896, và Vita secunda cuối thế kỷ thứ 10 được liên kết với tên của Aselbod, giám mục của Utrecht. Trong Vita S. Walburgae thế kỷ 14 của Phillipp von Rathsamhaüsen, giám mục Eichstätt (1306 - 22), phép lạ của chiếc thuyền bị bão lật  được giới thiệu, Peter Paul Rubens đã vẽ nó vào năm 1610 cho bàn thờ của nhà thờ St. Walpurgis, Antwerp. Ngoài ra, Hồng y Newman thế kỷ 19 tuyên bố dầu được tiết ra là một phép lạ đáng tin cậy.

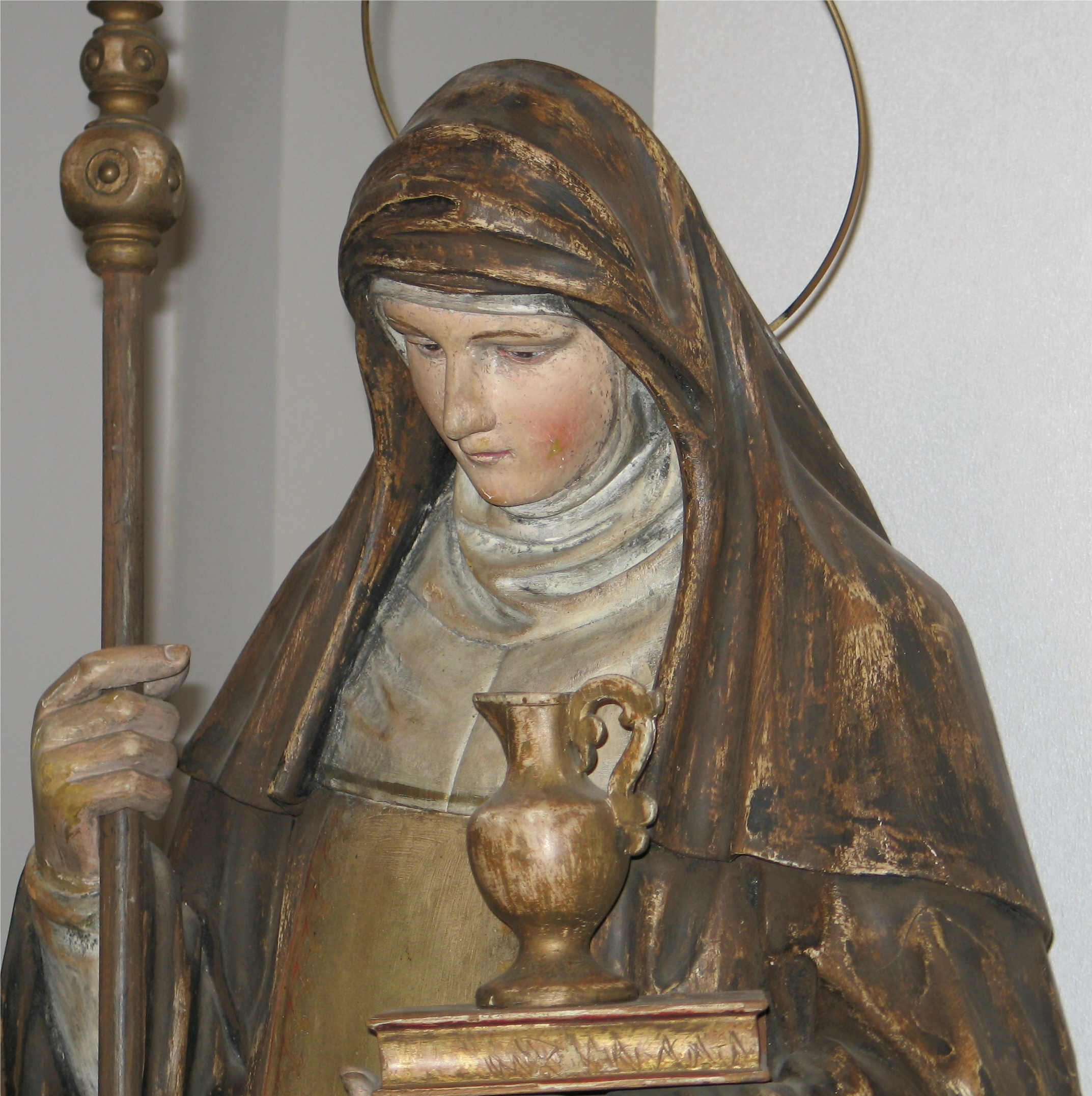
Tượng trong nhà thờ Cotern.

Ghi chú sớm nhất của Walpurga là trong Hitda Codex đầu thế kỷ 11, được làm tại Köln, và mô tả bà cầm những thân cây cách điệu ngũ cốc Trong các mô tả khác, cây này được cho là một nhánh cọ, không chính xác, vì Walpurga không tử vì đạo. Biểu tượng ngũ cốc được hiểu là một ví dụ của một vị thánh Cơ đốc giáo (Walpurga) đại diện cho một khái niệm ngoại giáo cũ; Trong trường hợp này, Mẹ ngũ cốc ngoại đạo. Nông dân đã tạo ra mô hình của bà là những thủ công rơm vào thời điểm thu hoạch mùa màng và kể những câu chuyện để giải thích sự hiện diện của Saint Walpurga trong bó rơm.

## Bảo hộ
Walpurga là người bảo hộ của Eichstätt và Weilburg, Đức; Oudenarde, Veurne, Antwerp, Bỉ; và Zutphen Hà Lan; và bà được xem như người bảo hộ đặc biệt chống lại chứng sợ nước, bão tố và cho các thủy thủ.

## Nhà thờ St. Walburga ở Antwerp (Bỉ)
Năm ở trung tâm thành phố kiên cố đầu tiên của Antwerp, từ thế kỷ 11, là nhà thờ dâng hiến cho St. Walburga. Dưới sự chiếm đóng của Pháp vào năm 1798, nhà thờ bị tịch thu và bán đi; nó được dùng như một nhà kho. Năm 1816, chính phủ Hà Lan đã tịch thu tòa nhà nhà thờ, và vào năm 1817, nó đã bị phá hủy. Thị trưởng và hội đồng thành phố và quyết định dựng một bức tượng của Pieter Paul Rubens trên quảng trường thành trì còn lại sau khi bị phá hủy. Vào năm 1880, khi Scheldt quais (hiện tại) được xây dựng, phần lớn diện tích của thành phố kiên cố đầu tiên từ thế kỷ 11 đã bị phá hủy và thậm chí nền móng của Nhà thờ St. Walburga biến mất, và bức tượng đã được chuyển đến Groenplaats (hiện tại).  </br> Một số phần bên trong của nhà thờ cổ đó, được sử dụng tích cực cho trên hơn 700 năm, đã được phục hồi: bức tranh bàn thờ The elevation of Cross (Rubens) và preella (chân bàn thờ) đã được tái sử dụng trong bàn thờ chính của Nhà thờ Đức Mẹ (Antwerp). Một bàn thờ khác đã được chuyển đến nl: Heikese kerk ở Tilburg nơi nó đóng vai trò là bàn thờ chính.  </br> Năm 1936, nhà xây dựng thành phố (kiến trúc sư) nl: Flor Van Reeth đã xây dựng một nhà thờ hiện đại mới có cùng tên trên  đường Volkstraat  gần Het Zuid. Tòa nhà này được tuyên bố là một di tích năm 1995 và được trùng tu vào năm 2007.